# Manifesto Republicano
O Manifesto Republicano, na História do Brasil, foi uma declaração publicada pelos membros dissidentes do Partido Liberal (luzias), liderados por Quintino Bocaiúva, Joaquim Saldanha Marinho (mestre maçônico do Grande Oriente), Aristes Lobo e Flávio Farnese. Ambos haviam decidido formar um Clube Republicano no Rio de Janeiro, com o ideário de derrubada da Monarquia e o estabelecimento da República Federativa no país.
O Capitão dr. Luiz Vieira Ferreira ajudou a redigir o texto.

## Signatários
Veio a público no Rio de Janeiro, a lista abaixo cujo objetivo da numeração não é outro senão o de facilitar a quantidade de participantes. Essa lista foi publicada pelo primeiro número do periódico A República, em 3 de dezembro de 1870, assinado por:
| Nº | Nome                                    | Ocupação              | Observações                                                                                 |
| -- | --------------------------------------- | --------------------- | ------------------------------------------------------------------------------------------- |
| 01 | Alfredo Gomes Braga                     | empregado público     |                                                                                             |
| 02 | Alfredo Moreira Pinto                   | professor             |                                                                                             |
| 03 | Antônio da Silva Neto                   | engenheiro            |                                                                                             |
| 04 | Antônio de Sousa Campos                 | médico                |                                                                                             |
| 05 | Antônio José de Oliveira Filho          | advogado              |                                                                                             |
| 06 | Antônio Nunes Galvão                    | —                     |                                                                                             |
| 07 | Antônio Paulino Limpo de Abreu          | —                     |                                                                                             |
| 08 | Aristides da Silveira Lobo              | advogado              | ex-deputado pela Província de Alagoas                                                       |
| 09 | Augusto César de Miranda Azevedo        | médico                |                                                                                             |
| 10 | Bernardino Pamplona                     | fazendeiro            |                                                                                             |
| 11 | Cândido Barata Ribeiro                  | médico e político     |                                                                                             |
| 12 | Cândido Luís de Andrade                 | negociante            |                                                                                             |
| 13 | Carlos Americano Freire                 | engenheiro            |                                                                                             |
| 14 | Cristiano Benedito Ottoni               | engenheiro            | ex-deputado pela Província de Minas Gerais                                                  |
| 15 | Eduardo Baptista R. Franco              | —                     |                                                                                             |
| 16 | Eduardo Carneiro de Mendonça            | —                     |                                                                                             |
| 17 | Elias Antônio Freire                    | negociante            |                                                                                             |
| 18 | Emílio Rangel Pestana                   | negociante            |                                                                                             |
| 19 | Félix José da Costa e Souza             | advogado              |                                                                                             |
| 20 | Flávio Farnese                          | advogado e jornalista |                                                                                             |
| 21 | Francisco Antônio Castorino de Farias   | empregado público     |                                                                                             |
| 22 | Francisco Carlos de Brício              | —                     |                                                                                             |
| 23 | Francisco Leite de Bittencourt Sampaio  | advogado              | ex-deputado pela Província de Sergipe                                                       |
| 24 | Francisco Peregrino Viriato de Medeiros | médico                |                                                                                             |
| 25 | Francisco Rangel Pestana                | advogado e jornalista |                                                                                             |
| 26 | Gabriel José de Freitas                 | negociante            |                                                                                             |
| 27 | Galdino Emiliano das Neves              | —                     |                                                                                             |
| 28 | Henrique Limpo de Abreu                 | advogado              | ex-deputado pela Província de Minas Gerais                                                  |
| 29 | Jerônimo Simões                         | negociante            |                                                                                             |
| 30 | João Baptista Lupez                     | médico                |                                                                                             |
| 31 | João de Almeida                         | jornalista            |                                                                                             |
| 32 | João Vicente de Brito Galvão            | —                     |                                                                                             |
| 33 | Joaquim Garcia Pires de Almeida         | jornalista            |                                                                                             |
| 34 | Joaquim Heliodoro Gomes                 | empregado público     |                                                                                             |
| 35 | Joaquim Maurício de Abreu               | médico                | Posteriormente, no período republicano, assumiu o governo do Estado do Rio de Janeiro.      |
| 36 | Joaquim Saldanha Marinho                | advogado              | ex-presidente das Províncias de Minas Gerais e de São Paulo, ex-deputado pela de Pernambuco |
| 37 | José Caetano de Morais e Castro         | —                     |                                                                                             |
| 38 | José Jorge Paranhos da Silva            | advogado              |                                                                                             |
| 39 | José Lopes da Silva Trovão              | médico                |                                                                                             |
| 40 | José Maria de Albuquerque Melo          | advogado              | ex-deputado pela Província do Rio Grande do Norte                                           |
| 41 | José Teixeira Leitão                    | professor             |                                                                                             |
| 42 | Júlio César de Freitas Coutinho         | advogado              |                                                                                             |
| 43 | Julio Valentín Gutiérrez                | negociante            |                                                                                             |
| 44 | Lafayette Rodrigues Pereira             | advogado              | ex-presidente das províncias do Ceará e do Maranhão                                         |
| 45 | Luís de Sousa Araújo                    | médico                |                                                                                             |
| 46 | Macedo Sodré                            | negociante            |                                                                                             |
| 47 | Manuel Benício Fontenelli               | advogado              | ex-deputado pela Província do Maranhão                                                      |
| 48 | Manuel Marques da Silva Acauan          | médico                |                                                                                             |
| 49 | Manuel Marques de Freitas               | —                     |                                                                                             |
| 50 | Máximo Antônio da Silva                 | —                     |                                                                                             |
| 51 | Miguel Vieira Ferreira                  | engenheiro            |                                                                                             |
| 52 | Octaviano Hudson                        | jornalista            |                                                                                             |
| 53 | Paulo Emílio dos Santos Lobo            | —                     |                                                                                             |
| 54 | Pedro Antônio Ferreira Viana            | advogado e jornalista |                                                                                             |
| 55 | Pedro Bandeira de Gouveia               | médico                |                                                                                             |
| 56 | Pedro Rodrigues Soares de Meireles      | advogado              |                                                                                             |
| 57 | Quintino Bocaiúva                       | jornalista            | a quem é atribuída a redação do Manifesto                                                   |
| 58 | Salvador de Mendonça                    | jornalista            |                                                                                             |
| 59 | Silva Jardim                            | advogado              |                                                                                             |
| 60 | Tomé Inácio Botelho                     | capitalista           |                                                                                             |

Este grupo influenciou o grupo reunido na Convenção de Itu (1873), quando foi fundado o Partido Republicano Paulista (PRP).

## Texto
O texto completo do manifesto republicano pode ser conferido «neste link» (PDF). www.cbg.org.br. Consultado em 10 de junho de 2013. Arquivado do original (PDF) em 3 de dezembro de 2013.